# The Herbaliser
The Herbaliser is een in de jaren 90 opgerichte Engelse tweemansformatie bestaande uit Jake Werry en Ollie Teeba.
De stijl wordt vooral gezien als een mengeling van old-school hip-hop gemixt met triphop en drum-'n-bass. The Herbaliser maakt vaak gebruik van gastrappers en werkt vaak samen met de Amerikaanse rapster Jean Grae (die zichzelf vroeger "What? What?" noemde), maar ook met mannelijke rappers onder wie de Brit Roots Manuva.

## Discografie
- Remedies (1995)
- Blow Your Headphones (1997)
- Very Mercenary (1999)
- Session One (2000)
- Something Wicked this Way Comes (2002)
- Herbal Blend (2003)
- Take London (2005)
- Fabriclive 26 (2006)
- Same As It Never Was (2008)
- Herbal Tonic (2010)
- There Were Seven (2012)
- Bring Out the Sound (2018)